# Encyclia rosariensis
Encyclia rosariensis är en orkidéart som beskrevs av Múj.Benítez, R.Pérez och Franco Pupulin. Encyclia rosariensis ingår i släktet Encyclia och familjen orkidéer. Inga underarter finns listade i Catalogue of Life.